# Hipstedt
Hipstedt er en kommune med godt 1.200 indbyggere (2013) i Samtgemeinde Geestequelle i den nordlige del af Landkreis Rotenburg (Wümme), i den nordlige del af den tyske delstat Niedersachsen.

## Geografi
Ud over hovedbyen Hipstedt ligger også landsbyen Heinschenwalde i kommunen; Denne var indtil 1974 en selvstændig kommune. Floden Geeste har sit udspring ved Hipstedt og munder ved Bremerhaven ud i Weser, som dennes nordligste biflod.

### Nabokommuner
Hipstedt grænser til følgende kommuner: Beverstedt, Geestland, Ebersdorf, Oerel og Basdahl.